# The Warrior: The Iron Claw
The Warrior: The Iron Claw (The Iron Claw) è un film del 2023 scritto e diretto da Sean Durkin.
La pellicola è incentrata sulla figura di Kevin Von Erich e sul resto della famiglia Von Erich, storica dinastia del mondo del wrestling.

## Trama
Stati Uniti, 1979: Il Texas NWA Heavyweight Champion Kevin Von Erich è preoccupato che suo padre, Jack "Fritz" Von Erich, proprietario della federazione World Class Championship Wrestling, stia allontanando il fratello minore Mike dalle sue ambizioni in ambito musicale. Nel frattempo, l'altro fratello David esordisce nel wrestling insieme a Kevin in un match di coppia contro Bruiser Brody e Gino Hernandez. Dopo il match Kevin conosce e comincia una relazione sentimentale con una ragazza di nome Pam. Lui le racconta la storia della "maledizione dei Von Erich" che ha già ucciso suo fratello maggiore Jack Jr. da bambino, presumibilmente dovuta al fatto che Fritz cambiò il suo cognome da Adkisson a quello di sua madre, la cui famiglia aveva sofferto una tragedia costante.
Kevin lotta contro il campione mondiale Harley Race, ma subisce una brutale punizione e riesce a vincere solo per squalifica quando Race attacca l'arbitro. Un deluso Fritz è però deliziato dal fatto che David mostri un talento naturale per il wrestling e una predisposizione da showman quando demolisce a parole Race. Il boicottaggio americano delle olimpiadi del 1980 rende vane le ambizioni di un altro dei fratelli Von Erich, Kerry, che quindi torna a casa. Fritz lo pressa affinché combatta insieme a Kevin e David, mentre Pam aiuta i ragazzi a portare Mike fuori a suonare contro il volere dei suoi genitori.
Nel 1983 il trio sconfigge i Fabulous Freebirds conquistando il WCWA World Six-Man Tag Team Championship, e Fritz offre volontario David invece di Kevin per sfidare l'attuale campione del mondo Ric Flair. Kevin e Pam si sposano, e durante il matrimonio egli rivela a un malato David che presto diventerà padre. Una settimana prima del match, David, mentre è in tour in Giappone, muore a causa di una enterite. Sia Kevin sia Kerry si offrono di sfidare Flair al suo posto, e Kerry viene scelto con un lancio della monetina. Riesce a sconfiggere Flair e vince il titolo. Ancora malconcio dai postumi del match, esce per un giro in moto e perde il piede destro in un incidente.
Kevin inizia ad allenare Mike, che si infortuna seriamente a una spalla durante un match e va in coma a causa di uno shock tossico durante un intervento chirurgico. Temendo la maledizione, a Kevin nasce il figlio, Ross, e lui decide di mettergli legalmente il cognome Adkisson. Mike esce dal coma con notevoli danni cerebrali, ma quando Fritz lo spinge a tornare sul ring, decide di suicidarsi e Kevin inizia a prendere le distanze da Pam e Ross. Pur essendo addolorato, Kevin comunque combatte contro Flair per il titolo ma viene squalificato quando si rifiuta di interrompere la sua presa di sottomissione Iron Claw applicata a Flair, nonostante l'avvertimento dell'arbitro.
Kerry rimane l'unico dei Von Erich a lottare ancora con successo nonostante indossi una protesi al piede, mentre Fritz ha dato a Kevin il compito di gestire la WCCW mentre questi si concentra sulla vita con Pam, Ross, e l'ultimo nato Marshall. Kerry dona a Fritz un revolver nuovo per Natale, ma si infuria quando lui lo mette via invece di provarlo, in seguito chiama Kevin e gli dice che la presenza costante della maledizione dei Von Erich nella sua vita gli ha fatto considerare il suicidio. Riaggancia il telefono prima che Kevin possa capire dove si trova. Dopo avere chiesto aiuto a Fritz, Kevin arriva presso la residenza dei Von Erich la mattina seguente solo per scoprire il cadavere del fratello Kerry che si è sparato con la pistola donata al padre, e strangola brevemente Fritz in preda alla rabbia. Seduto vicino al corpo senza vita del fratello, Kevin ha una visione dei suoi fratelli morti nell'aldilà: Kerry ignora la monetina che aveva deciso che avrebbe dovuto sfidare Flair per il titolo e si riunisce con Mike (che ha una chitarra in mano), David (con indosso la cintura di campione) e Jack Jr. (che appare come il bambino che era al momento della sua morte).
Qualche tempo più tardi, Kevin vende la WCCW a Jerry Jarrett. Sua madre abbandona i suoi doveri di casalinga per il suo hobby della pittura e progetta di divorziare da Fritz, e Pam è nuovamente incinta. Kevin si commuove osservando i figli che giocano a football, dicendo loro che gli manca avere fratelli quando questi cercano di confortarlo. I suoi figli gli promettono di essere come fratelli per lui e Kevin si alza e gioca con loro.
Un epilogo testuale rivela che i Von Erich furono introdotti nella WWE Hall of Fame nel 2009, e Kevin e Pam acquistarono un ranch alle Hawaii, dove la loro numerosa famiglia vive ancora oggi, con Ross e Marshall che non vedono l'ora di addestrare i propri figli al wrestling per continuare l'eredità familiare.

## Produzione

### Sviluppo
Durkin aveva da molto tempo l'aspirazione di fare un film basato sulla tragica storia della famiglia Von Erich. Essendo stato un appassionato di wrestling in gioventù, nel 2015 cominciò a documentarsi per la prima stesura della sceneggiatura. Chris Von Erich, il membro più giovane della famiglia, non fu incluso nella sceneggiatura perché, secondo Durkin, "sarebbe stata un'altra tragedia che il film non avrebbe potuto davvero sostenere". Chris morì suicidandosi nel 1991, un anno e mezzo prima di Kerry Von Erich, e fu il quarto fratello a morire (dopo Jack Jr., David e Mike).
Nel giugno 2022 fu annunciato che Zac Efron avrebbe interpretato Kevin Von Erich in un film diretto da Sean Durkin e nel settembre dello stesso anno Jeremy Allen White e Harris Dickinson si sono uniti al cast.

### Riprese
Le riprese principali sono iniziate a Baton Rouge nell'ottobre 2022. Invece di filmare le scene di wrestling in brevi sequenze montate insieme, il cast si adoperò ad eseguire veri e propri match di lotta davanti a un pubblico dal vivo, svoltisi in un negozio di mobili riconvertito per sembrare il Dallas Sportatorium. Chavo Guerrero Jr., che nel film interpreta The Sheik, svolse inoltre la funzione di consulente tecnico per il wrestling nel film.

### Colonna sonora
Richard Reed Parry degli Arcade Fire compose la colonna sonora del film. Parry e sua moglie, Laurel Sprengelmeyer, scrissero inoltre la canzone originale del film, Live That Way Forever.
In aggiunta, il film include canzoni quali (Don't Fear) The Reaper dei Blue Öyster Cult, Thank God I'm a Country Boy di John Denver, e Tom Sawyer dei Rush. Tom Sawyer, che fu la musica d'ingresso sul ring di Kerry Von Erich dal 1981 al 1983, è inoltre presente nel trailer del film.

## Promozione
Il primo trailer del film è stato pubblicato l'11 ottobre 2023.

## Distribuzione
Il film è stato presentato in anteprima mondiale a Dallas l'8 novembre 2023. Alla prima partecipò anche Kevin Von Erich, alla sua prima apparizione pubblica a Dallas in oltre vent'anni, insieme a Bill Mercer, Marshall, Ross Von Erich e Trish Stratus.
La distribuzione nelle sale statunitensi è avvenuta il 22 dicembre 2023, mentre in quelle italiane il 1º febbraio 2024.

## Accoglienza

### Incassi
Negli Stati Uniti d'America e in Canada, The Iron Claw venne distribuito con una previsione d'incasso di circa 6 milioni di dollari nel weekend d'apertura. Il film incassò $2.5 milioni il primo giorno, includendo $640,000 provenienti dalla prima del giovedì. Arrivò a $4.9 milioni, finendo in sesta posizione al box office. Nel secondo weekend il film incassò $4.6 milioni, finendo settimo al box office. Il successivo fine settimana fece altri $4.5 milioni, con un calo del solo 3%, finendo in ottava posizione. L'incasso è di 35070296 $ in Nordamerica e 10134153 $ nel resto del mondo, per un totale di 45204449 $. In Italia ha incassato 363000 euro circa.

### Critica
Il film è stato accolto positivamente dalla critica cinematografica. Sull'aggregatore di recensioni Rotten Tomatoes l'89% delle 276 recensioni è positivo, con un voto medio di 7.7 su 10; il consenso critico del sito recita: "Potentemente recitato e profondamente triste, The Iron Claw onora la sua storia basata sui fatti con una drammatizzazione la cui compassionevole esplorazione dei legami familiari è altrettanto incisiva quanto la sua azione sul ring di wrestling". Su Metacritic ha una valutazione di 73 su 100 basata su 55 critiche.
Richard Brody del The New Yorker scrisse recensendo The Iron Claw: "È tanto esuberante quanto triste, e il buon umore della prestazione e del successo sono inseparabili dal prezzo che richiedono". Adam Nayman del sito web The Ringer lo definì "un film sportivo dal vero valore esistenziale", e David Sims di The Atlantic scrisse "è il tipo di grande film, lacrimoso e macho che non viene più realizzato molto, una impennata melodrammatica che dovrebbe suscitare molti tiri su col naso in sala." David Fear di Rolling Stone notò che il film stabilisce fin dall'inizio che "la violenza fisica sul ring non sarà nulla in confronto alla carneficina psicologica che avviene fuori di esso".
Furono molto lodate anche le interpretazioni da parte del cast. David Fear della rivista Rolling Stone scrisse circa la performance di Efron: "Lo sguardo perso e bisognoso nei suoi occhi, specialmente quando è vicino a suo padre, lo fa sembrare un ragazzo spaventato che gioca a travestirsi da adulto... Efron capisce ciò che ha spinto Kevin: disciplina, amore e paura. È l'ancora del film
". A proposito di White, Fear aggiunse: "La serie The Bear ha già convinto molte persone del fatto che White non è solo un attore eccezionale, ma può fare molto con i silenzi, le pause, quegli sguardi e una sorta di ribollente sentimento. Questo film dovrebbe convincere i pochi oppositori rimasti che lui è il vero affare."
David Sims commentò: "Per i nerd del wrestling, i Von Erich hanno un'importanza titanica, e Durkin fa del suo meglio per rappresentarla esplorando l'era cruenta e amatoriale di questo sport pre-industria, quando gli eventi dal vivo regionali erano i grandi produttori di denaro e la televisione era in gran parte ignorata." Scrivendo per il sito RogerEbert.com, Christy Lemire disse "la sequenza in cui i Von Erich scoprono la canzone che sarebbe diventata il loro inno, l'iconica Tom Sawyer, ha un montaggio che si dipana con una verve che ricorda la muscolarità di Scorsese".
David Fear notò che "ci sono momenti in cui il film si avvicina all'essere un vero e proprio film sportivo che fa sentire male". Vari critici discussero la tendenza del film a concentrarsi sul tragico ed espressero che i dettagli e la profondità dei personaggi sono purtroppo sacrificati a favore di una copertura più narrativa. Allison Willmore di Vulture scrisse: "Semplificando la loro storia per enfatizzare le tragedie che si accumulano col passare del tempo, il film rischia di ridurre i suoi personaggi a martiri che soffrono e muoiono per conto della mascolinità tossica". Manohla Dargis sul New York Times opinò: "L'artiglio di ferro del patriarcato corrosivo, per così dire, e della repressione emotiva e dell'ambizione fuori luogo dimostra più di quanto [Durkin] voglia affrontare." Richard Lawson di Vanity Fair scrisse: "Quando le cose brutte cominciano ad accadere – e poi succedono, ancora e ancora – è difficile coglierne il motivo centrale. Perché questa famiglia è così condannata, così addolorata, così autodistruttiva e infelice?".
Recensendo il film per Texas Monthly, Sean O'Neal scrisse: "Il film brilla soprattutto in quelle prime scene ambientate contro il nostalgico bagliore dei neon dello skyline di Dallas degli anni Ottanta, quando i Von Erich - e la città che li circondava - sembravano invincibili ed elettrici. Egoisticamente, mi sono ritrovato a desiderare che fosse rimasto lì un po' più a lungo, prima che quel mito dorato lasciasse il posto a una realtà grigia e oscura." Adam Nayman concluse: "Può darsi che, trasformando finalmente la storia di una perdita inimmaginabile in quella di una mente che ritrova se stessa, The Iron Claw pecchi per eccesso di elevazione. Ma come recitato da Efron, la catarsi sembra guadagnata: la sensazione euforica di essere usciti da una situazione di stallo mortale, anche se solo momentaneamente."

### Reazioni nel mondo del wrestling
Nell'ottobre 2023 Marshall Von Erich, figlio di Kevin, lodò il ruolo svolto da Chavo Guerrero Jr. come consulente, evidenziando l'accuratezza delle sequenze di wrestling del film e complimentandosi per la prova attoriale di Efron. Anche Kevin Von Erich giudicò positivamente il contributo di Guerrero, dichiarando: "Ha fatto un gran lavoro, spronando [il cast] e tenendoli pronti. È molto più difficile di quanto sembri e loro hanno fatto così bene." Von Erich incontrò Efron e appoggiò sia la sua interpretazione che il film in generale, fatto che Efron dichiarò in seguito essere "la recensione più importante". Von Erich raccontò che sua nipote Hollie, la figlia di Kerry, si era commossa quando vide McCallany, che interpreta il suo defunto nonno Fritz, sul set, ma credeva che il film ritraesse in modo impreciso Fritz.
Il giornalista Dave Meltzer, esperto di wrestling, che visse e lavorò in Texas durante gli eventi del film, lodò le performance del cast ma fece notare che la trama contiene molte inaccuratezze storiche e colloca molti avvenimenti in ordine cronologico sbagliato. Affermò anche che il film ha faticato a rappresentare correttamente la popolarità di massa dei Von Erich al suo apice. In aggiunta, il giornalista fece notare che alcuni membri della comunità del wrestling hanno pesantemente criticato l'esclusione di Chris Von Erich dal film, ma convenne che l'inclusione del personaggio avrebbe prolungato notevolmente la durata del film. Infine, Meltzer stroncò l'interpretazione di Aaron Dean Eisenberg (interprete di Ric Flair), suggerendo che fosse l'aspetto più debole di tutto il film.

## Riconoscimenti
- 2023 – National Board of Review Awards[43]
  - Migliori dieci film dell'anno
  - Miglior cast